# فیلم‌شناسی هانیه توسلی
هانیه توسلی (زادهٔ ۱۴ خرداد ۱۳۵۸ در همدان) بازیگر سینما، تلویزیون و تئاتر ایرانی است. او دیپلم علوم تجربی دارد و دانش‌آموختهٔ کارشناسی نمایشنامه‌نویسی از دانشگاه آزاد اسلامی تهران است. از نخستین کارهایش در سینما حضور همچون سیاهی‌لشکر در سگ‌کشی بهرام بیضایی بود. با فاصلهٔ یکی دو سال تندیس بهترین بازیگر نقش اول زن را برای بازی در شب‌های روشن از «هفتمین جشن خانه سینما» (۲۲ شهریور ۱۳۸۲) گرفت. وی همچنین در سی و یکمین دوره جشنواره فیلم فجر در سال ۱۳۹۱، برای بازی در فیلمِ دهلیز برنده سیمرغ بلورین بهترین بازیگر نقش اول زن شد.

## فیلم
| سال  | نام فیلم              | نقش             | کارگردان          | توضیحات |
| ---- | --------------------- | --------------- | ----------------- | --- |
| ۱۴۰۱ | چرا گریه نمی‌کنی؟      |                 | علیرضا معتمدی     | |
| ۱۳۹۸ | بی‌صدا حلزون           | الهام           | بهرنگ دزفولی زاده | |
| ۱۳۹۸ | جهان با من برقص       | ناهید           | سروش صحت          | |
| ۱۳۹۸ | ایده اصلی             | لاله            | آزیتا موگویی      | |
| ۱۳۹۸ | ما همه با هم هستیم    | نازنین          | کمال تبریزی       | ما همه با هم هستیم، از حیث تعداد بازیگر سرشناس در تاریخ سینمای ایران رکورد دار است.                                                                               |
| ۱۳۹۷ | کلمبوس                | شهناز (سارا)    | هاتف علیمردانی    | |
| ۱۳۹۶ | سوءتفاهم              |                 | احمدرضا معتمدی    | نامزد سیمرغ بلورین بهترین بازیگر نقش اول زن در سی و ششمین دوره جشنواره فیلم فجر                                                                                   |
| ۱۳۹۶ | گرگ‌بازی               | هما             | عباس نظام‌دوست     | |
| ۱۳۹۶ | مادری                 | گلنار           | رقیه توکلی        | |
| ۱۳۹۴ | سیانور                | هما (هنگامه)    | بهروز شعیبی       | |
| ۱۳۹۴ | نقطه کور              | ناهید           | مهدی گلستانه      | |
| ۱۳۹۴ | قشنگ و فرنگ           |                 | وحید موسائیان     | |
| ۱۳۹۵ | هفت ماهگی             | سالومه          | هاتف علیمردانی    | |
| ۱۳۹۵ | بن‌بست وثوق            | لیلا            | حمید کاویانی      | |
| ۱۳۹۳ | شکاف                  | سارا            | کیارش اسدی‌زاده    | |
| ۱۳۹۳ | نهنگ عنبر             | مادر ارژنگ      | سامان مقدم        | |
| ۱۳۹۲ | سه ماهی               | الهام           | حمیدرضا قربانی    | |
| ۱۳۹۲ | خط ویژه               | سمیرا           | مصطفی کیایی       | |
| ۱۳۹۲ | مردن به وقت شهریور    | ندا             | هاتف علیمردانی    | |
| ۱۳۹۱ | به خاطر پونه          | پونه            | هاتف علیمردانی    | |
| ۱۳۹۱ | دهلیز                 | شیوا            | بهروز شعیبی       | برنده سیمرغ بلورین بهترین بازیگر نقش اول زن در سی و یکمین جشنواره فیلم فجر                                                                                        |
| ۱۳۹۰ | آقا یوسف              | رعنا            | علی رفیعی         | |
| ۱۳۹۰ | ابرهای ارغوانی        | پروانه          | سیامک شایقی       | |
| ۱۳۹۰ | زندگی خصوصی           | پریسا زندی      | محمدحسین فرح‌بخش   | |
| ۱۳۹۰ | مادر پاییزی           |                 | سیروس رنجبر       | |
| ۱۳۸۸ | ندارها                | مهری            | محمدرضا عرب       | نامزد سیمرغ بلورین بهترین بازیگر نقش اول زن در بیست و نهمین جشنواره فیلم فجر                                                                                      |
| ۱۳۸۸ | عصر روز دهم           | مریم / رحمه     | مجتبی راعی        | |
| ۱۳۸۸ | کیفر                  | مهسا            | حسن فتحی          | |
| ۱۳۸۷ | شیرین                 | زن تماشاچی      | عباس کیارستمی     | فیلم مستند، درام که تصویرگر نگاه ۱۱۳ بازیگر زن، بدون هیچ سخنی به دوربین فیلمبرداری است، در حالی که صداهایی از قرائت منظومه خسرو و شیرین نظامی گنجوی به گوش می‌رسد. |
| ۱۳۸۶ | صد سال به این سال‌ها   |                 | سامان مقدم        | |
| ۱۳۸۵ | عاشق                  | گوگو            | افشین شرکت        | |
| ۱۳۸۵ | غیرمنتظره             | شیوا            | محمد هادی کریمی   | |
| ۱۳۸۴ | زمان می‌ایستد          |                 | علیرضا امینی      | نامزد سیمرغ بلورین بهترین بازیگر نقش اول زن در بیست و چهارمین جشنواره فیلم فجر                                                                                    |
| ۱۳۸۴ | عصر جمعه              | بنفشه           | مونا زندی حقیقی   | |
| ۱۳۸۴ | کافه ستاره            | سالومه          | سامان مقدم        | |
| ۱۳۸۳ | یک شب                 | نگار            | نیکی کریمی        | |
| ۱۳۸۳ | دیشب باباتو دیدم آیدا | انتخاب بازیگر   | رسول صدرعاملی     | |
| ۱۳۸۲ | جایی برای زندگی       | رعنا            | محمد بزرگ‌نیا      | نامزد سیمرغ بلورین بهترین بازیگر نقش مکمل زن در بیست و سومین جشنواره فیلم فجر                                                                                     |
| ۱۳۸۱ | شب‌های روشن            | رؤیا            | فرزاد مؤتمن       | برنده تندیس بهترین بازیگر نقش اول زن در هفتمین دوره جشن خانه سینما نامزد سیمرغ بلورین بهترین بازیگر نقش اول زن در بیست و یکمین جشنواره فیلم فجر                   |
| ۱۳۸۱ | گاهی به آسمان نگاه کن | هانیه           | کمال تبریزی       | |
| ۱۳۸۰ | اثیری                 | خورشید          | محمدعلی سجادی     | |
| ۱۳۸۰ | شام آخر               | ستاره مشرقی     | فریدون جیرانی     | |
| ۱۳۷۹ | آخر بازی              | دستیار کارگردان | همایون اسعدیان    | |

## سریال

### تلویزیون
| سال  | نام فیلم    | نقش  | کارگردان       | توضیحات        |
| ---- | ----------- | ---- | -------------- | -------------- |
| ۱۳۸۸ | شمس‌العماره  | لیلا | سامان مقدم     | پخش از شبکه دو |
| ۱۳۸۶ | میوه ممنوعه | هستی | حسن فتحی       | پخش از شبکه دو |
| ۱۳۸۵ | وفا         | وفا  | محمدحسین لطیفی | پخش از شبکه سه |
| ۱۳۷۹ | غریبه       | شبنم | جواد اردکانی   | پخش از شبکه دو |

### نمایش خانگی
| سال  | نام اثر  | نقش                  | کارگردان          | توضیحات |
| ---- | -------- | -------------------- | ----------------- | ------- |
| ۱۴۰۴ | کنکل     | سارا صابری           | رامتین لوافی‌پور   |         |
| ۱۴۰۱ | آکتور    | نازی                 | نیما جاویدی       |         |
| ۱۴۰۰ | زخم کاری | منصوره ریزآبادی      | محمد حسین مهدویان |         |
| ۱۳۹۹ | گیسو     | کتایون/ گیسو برازنده | منوچهر هادی       |         |
| ۱۳۹۳ | ابله     | پریسا                | کمال تبریزی       |         |
| ۱۳۹۲ | شاهگوش   | محبوبه دردشتی        | داوود میرباقری    |         |
| ۱۳۹۱ | قلب یخی  | دیبا (نجمه)          | سامان مقدم        |         |

### فیلم کوتاه و داستانی
- ۱۳۹۲ - سه ماهی (حمیدرضا قربانی)
- ۱۳۸۳ - دیروقت (اصغر نعیمی)
- ۱۳۸۰ - روی جاده نمناک (مهدی کرم پور)

## تئاتر
- خشم و هیاهو (مهرداد رایانی، ۱۳۹۶)
- نامه‌های عاشقانه از خاورمیانه (کیومرث مرادی، ۱۳۹۵)
- مرثیه ای برای کتابسوزی‌ها (علی اتحاد، ۱۳۹۳)
- قرار (سیامک احصایی، ۱۳۹۲)
- آمدیم نبودید رفتیم (رضا حداد، ۱۳۹۱)[۶]
- جیره‌بندی پر خروس (علی نرگس نژاد، ۱۳۹۰)
- پروفسور بوبوس (آتیلا پسیانی، ۱۳۸۹)
- پدر (نصرالله قادری)
- قرمز و دیگران (محمد یعقوبی)
- گل‌های شمعدانی (محمد یعقوبی)